# 流山インターチェンジ

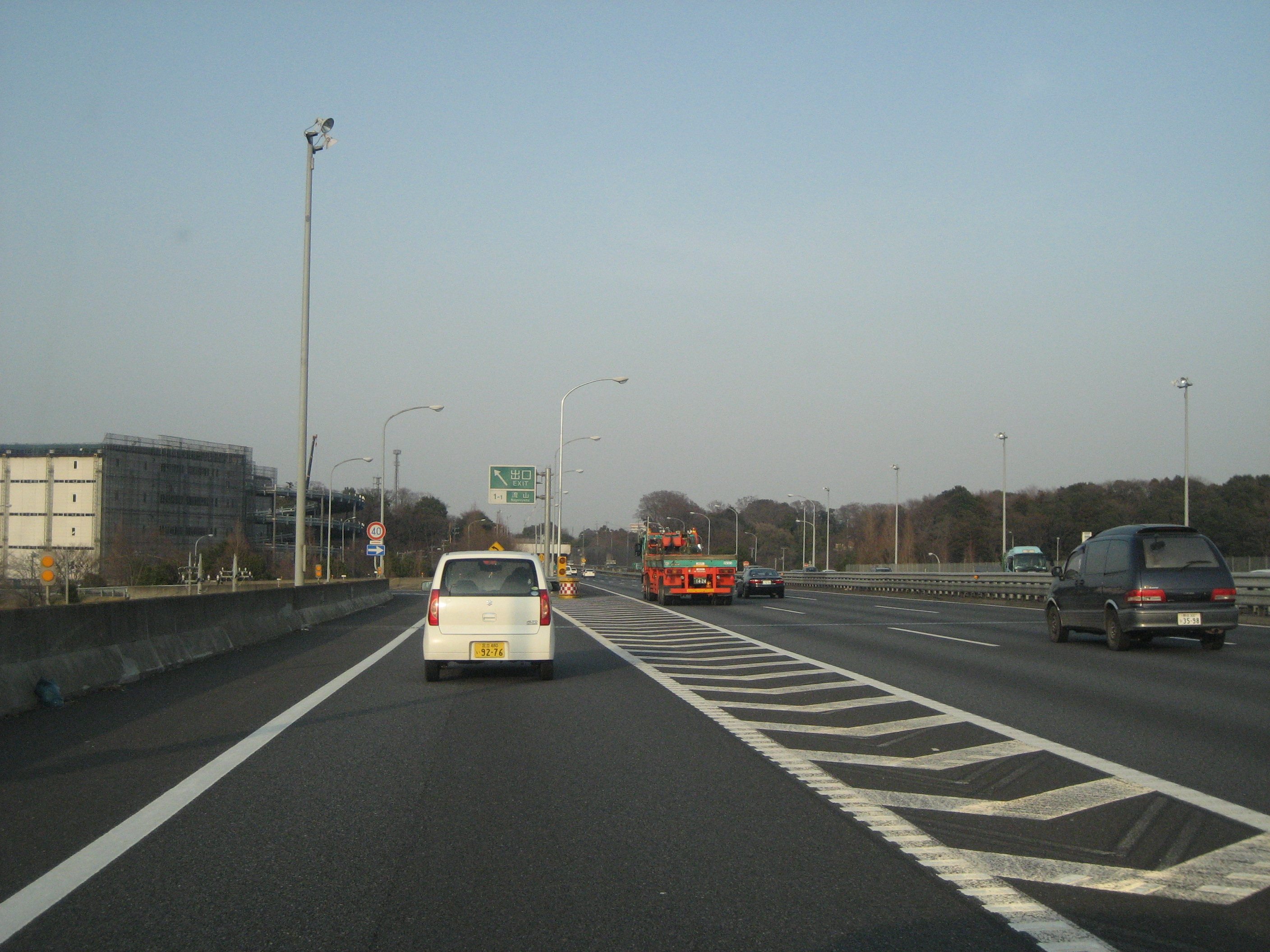
下り出口付近

流山インターチェンジ（ながれやまインターチェンジ）は、千葉県流山市大字桐ケ谷にある常磐自動車道のインターチェンジである。

## 概要
地元の請願により、1992年（平成4年）3月26日に開設された。
開設時の建設費償還を目的として流山有料道路のみと連絡しており、当インターの料金所では流出時には常磐自動車道と流山有料道路の合算した通行料金を支払い、流入時には流山有料道路の通行料金の支払いと常磐自動車道の通行券の受け取りを行っていた。ETC利用の場合は流山有料道路の料金も自動精算され、流入流出共にゲート通過時に精算していた。2015年（平成27年）4月13日24時をもって流山有料道路は無料開放された。

## 歴史
- 1992年（平成4年）3月26日：当ICの供用を開始。同時に当ICに接続する流山有料道路が開通[1]。
- 2015年（平成27年）4月13日：流山有料道路が無料開放される[2]。

## 周辺
- GLP ALFALINK流山
- 初石駅（東武鉄道・野田線）
- 流山おおたかの森駅（東武鉄道・野田線/首都圏新都市鉄道・つくばエクスプレス）
- 流山おおたかの森 S・C

## 道路
- E6 常磐自動車道（1-2番）

## 接続する道路
- 直接接続
  - 千葉県道5号松戸野田線

## 料金所
- ブース数：7

### 入口
- ブース数：3
  - ETC専用：1
  - ETC/一般：1
  - 一般：1

### 出口
- ブース数：4
  - ETC専用：1
  - ETC/一般：1
  - 一般：2

## 隣
E6 常磐自動車道
(1)三郷JCT/IC - (1-1)三郷TB/SIC - (1-2)流山IC - (2)柏IC